# Qualificazioni al Campionato CONCACAF 1969
Sono elencate di seguito le date e i risultati per le qualificazioni al Campionato CONCACAF 1969.

## Formula
12 membri CONCACAF: 7 posti disponibili per la fase finale. Costa Rica (come paese ospitante) e Guatemala (come campione in carica) sono qualificati direttamente alla fase finale. Rimangono 10 squadre per 5 posto disponibili per la fase finale. Le qualificazioni si compongono di un unico playoff: 
- Playoff: 10 squadre, giocano partite di andata e ritorno. Le vincenti si qualificano alla fase finale.

## Playoff
| Arbitro: | Galindo Segura |

|                       |           |  |
| Obas 8’ Saint-Vil 59’ | Marcatori |  |

| Arbitro: | Dunstan |

|  |           |               |
|  | Marcatori | 43’ Saint-Vil |

Haiti si qualifica alla fase finale.
| Arbitro: | Martinez |

|                                |           |  |
| Mancilla 5’, 30’ Langarica 51’ | Marcatori |  |

| Arbitro: | Di Salvatori |

|                          |           |             |
| Brangman 36’ Dowling 62’ | Marcatori | 56’ Santana |

Messico si qualifica alla fase finale.
| Arbitro: | Figaroa |

|              |           |       |
| Ziadie rig.’ | Marcatori | Tapia |

| Arbitro: | Figaroa |

|                    |           |              |
| David 27’ Hill 85’ | Marcatori | 20’ Espinoza |

Giamaica si qualifica alla fase finale.
|  | Honduras | – | Antille Olandesi |  |

|  | Antille Olandesi | – | Honduras |  |

Honduras viene squalificato, Antille Olandesi si qualifica alla fase finale.
|  | El Salvador | – | Trinidad e Tobago |  |

|  | Trinidad e Tobago | – | El Salvador |  |

El Salvador viene squalificato, Trinidad e Tobago si qualifica alla fase finale.